# Parkinson Stiftung
Die Parkinson Stiftung wurde 2019 von der Deutschen Gesellschaft für Parkinson und Bewegungsstörungen (DPG e.V.) in Berlin gegründet, um über die Krankheit umfassend zu informieren und die weitere Erforschung möglicher Therapieformen voranzutreiben. Ein Teil der Stiftung ist die Parkinson Online Akademie. Die Parkinson Stiftung schrieb 2021 erstmals deutschlandweit den „Innovationspreis der Parkinson Stiftung“ aus. Der Preis ist mit 100.000 € in der Kategorie Grundlagenforschung und mit 50.000 € in der Kategorie Versorgungsforschung dotiert.

## Förderer und Partner
Die Stiftung wird von namhaften Personen wie Frank Elstner, Stefan Oschmann und Barbara Stamm gefördert.
Partner der Stiftung sind neben der DPG die Deutsche Gesellschaft für Neurologie (DGN), das Kompetenznetz Parkinson, die Professor-Dr. Klaus-Thiemann-Stiftung und der Verein REM-Schlaf-Verhaltensstörung (RBD e. V.).

## Vorstand
Jens Volkmann (Direktor der Neurologischen Universitätsklinik in Würzburg) ist derzeit 1. Vorsitzender, Claudia Trenkwalder (Chefärztin der Paracelsus-Elena-Klinik in Kassel) 2. Vorsitzende und Georg Ebersbach (Leiter des Parkinsonzentrums in Beelitz-Heilstätten) 3. Vorsitzender der Stiftung. Manfred Gerlach (emeritierter Professor für Neurochemie am Universitätsklinikum Würzburg) ist als Schatzmeister tätig. Dirk Woitalla (Chefarzt der Katholischen Kliniken der Ruhrhalbinsel) fungiert als Schriftführer.

## Stiftungszwecke
- Die Förderung der Wissenschaft und Forschung, insbesondere der Forschung, Lehre, Aus- und Fortbildung in Bezug auf das Parkinson-Syndrom, neurologische Bewegungsstörungen und andere degenerative Erkrankungen des Nervensystems, speziell des extrapyramidalen Nervensystems, sowie die Verbesserung der medizinischen Versorgung in diesem Bereich.
- Die Förderung des öffentlichen Gesundheitswesens.
- Die Förderung der Erziehung, der Volks- und Berufsbildung.
- Die Beschaffung von Mitteln für andere gemeinnützige Körperschaften oder juristische Personen des öffentlichen Rechts zur Verwendung für die Förderung von Wissenschaft und Forschung.[6]